# Mike Bailey
Michael James Bailey (født 6. april 1988 i Bristol) er en engelsk skuespiller og sanger, bedst kendt for sin rolle som Sidney "Sid" Jenkins i tv-serien Skins.
Den 25. april 2010 annoncerede Bailey igennem sin blog, at han stoppede sin skuespillerkarriere.[kilde mangler]